# Coupe de France masculine de handball 2016-2017
Navigation
Coupe de France 2015-2016 Coupe de France 2017-2018
La coupe de France de handball masculin 2016-2017 est la 34e édition de la compétition. Il s'agit d'une épreuve à élimination directe mettant aux prises des clubs de handball amateur et professionnel affiliés à la Fédération française de handball. 
Le tenant du titre est le Montpellier Handball, vainqueur la saison précédente du Paris Saint-Germain.
La finale a eu lieu le 27 mai 2017 à l'AccorHotels Arena (anciennement appelée Bercy) à Paris et a vu le Handball Club de Nantes s’imposer pour la première fois de son histoire face au Montpellier Handball, tombeur du Paris Saint-Germain dès les huitièmes de finale.

## Déroulement de la compétition
La compétition, réservée aux équipes premières des clubs évoluant dans les divisions nationales, se déroule sur onze tours dont la finale à Paris. Les clubs de N2 et N3 commencent dès le tour préliminaire alors que ceux de Starligue entrent lors des 16e de finale.
| Nom               | Tirage au sort                                            | Matchs                         | Qualifiés | Entrants       | Exempts |
| ----------------- | --------------------------------------------------------- | ------------------------------ | --------- | -------------- | ------- |
| Tour préliminaire | par secteur géographique                                  | du 31 août au 6 septembre 2016 | -         | 55 N2 et 86 N3 | 19      |
| 1er tour          | par secteur géographique                                  | 10 et 11 septembre 2016        | 80        | -              | -       |
| 2e tour           | par secteur géographique                                  | 24 et 25 septembre 2016        | 40        | -              | -       |
| 3e tour           | par secteur géographique                                  | 27 et 29 octobre 2016          | 20        | -              | -       |
| 4e tour           | par secteur géographique                                  | du 4 au 6 novembre 2016        | 10        | 28 Nationale 1 | 6       |
| 32es de finale    | par secteur géographique, les clubs entrants se déplacent | du 23 au 26 novembre 2016      | 22        | 14 Proligue    | -       |
| 16es de finale    | par secteur géographique, les clubs entrants se déplacent | du 16 au 18 décembre 2016      | 18        | 14 Starligue   | -       |
| 8es de finale     | intégral                                                  | du 22 au 26 février 2017       | 16        | -              | -       |
| Quarts de finale  | intégral                                                  | 18 et 19 mars 2017             | 8         | -              | -       |
| Demi-finales      | intégral                                                  | 16 avril 2017                  | 4         | -              | -       |
| Finale            | intégral                                                  | 27 mai 2017                    | 2         | -              | -       |

### Déroulement des rencontres
Un match se déroule en deux mi-temps de 30 minutes entrecoupées d'un temps de repos de 15 minutes. En cas d’égalité à la fin du temps réglementaire on effectue une épreuve des tirs au but. Les équipes peuvent inscrire jusqu'à 14 joueurs sur la feuille de match.

## Résultats détaillés

### Seizièmes de finale
Les seizièmes de finale, marqués par l'entrée des clubs de Starligue (D1), se déroulent entre le 16 et le 18 décembre 2016. 
| Date                    | Club recevant                  | Division | Score   | Club visiteur            | Division  |
| ----------------------- | ------------------------------ | -------- | ------- | ------------------------ | --------- |
| 16 décembre 2016, 20h30 | Saint-Marcel Vernon            | Nat. 1   | 29 - 23 | JS Cherbourg             | Proligue  |
| 16 décembre 2016, 20h45 | Valence Handball               | Proligue | 24 - 36 | Saint-Raphaël VHB        | Starligue |
| 17 décembre 2016, 18h00 | Istres PH                      | Proligue | 28 - 33 | USAM Nîmes Gard          | Starligue |
| 17 décembre 2016, 18h00 | Grand Nancy MHB                | Proligue | 21 - 25 | US Créteil               | Starligue |
| 17 décembre 2016, 18h30 | AC Boulogne-Billancourt        | Nat. 1   | 20 - 25 | Sélestat Alsace Handball | Starligue |
| 17 décembre 2016, 18h30 | Cavigal Nice                   | Nat. 1   | 24 - 36 | Pays d'Aix UCH           | Starligue |
| 17 décembre 2016, 19h00 | Limoges Hand 87                | Proligue | 22 - 29 | Fenix Toulouse Handball  | Starligue |
| 17 décembre 2016, 19h00 | Saint-Gratien/Sannois Handball | Proligue | 29 - 38 | Paris Saint-Germain      | Starligue |
| 17 décembre 2016, 20h30 | Billère Handball               | Proligue | 34 - 24 | Saran Loiret HB          | Starligue |
| 17 décembre 2016, 20h30 | Massy Essonne Handball         | Proligue | 26 - 25 | US Ivry                  | Starligue |
| 17 décembre 2016, 20h30 | UMS Pontault-Combault HC       | Proligue | 21 - 28 | Dijon Bourgogne Handball | Proligue  |
| 17 décembre 2016, 20h30 | Grenoble SMH/GUC               | Nat. 1   | 27 - 35 | Chambéry SMHB            | Starligue |
| 18 décembre 2016, 16h00 | Angers Noyant Handball         | Nat. 1   | 20 - 23 | Dunkerque HGL            | Starligue |
| 18 décembre 2016, 16h00 | Caen Handball                  | Proligue | 26 - 33 | HBC Nantes               | Starligue |
| 18 décembre 2016, 16h05 | Chartres MHB 28                | Proligue | 22 - 24 | Cesson Rennes MHB        | Starligue |
| 18 décembre 2016, 17h00 | Montélimar-Cruas HB            | Nat. 1   | 26 - 44 | Montpellier Handball     | Starligue |

Parmi les « surprises », à noter les victoires du Saint-Marcel Vernon (N1) face à la JS Cherbourg (Proligue), du Billère Handball (Proligue) face  au Saran Loiret Handball (Starligue) et du Massy Essonne Handball (Proligue) face à l'US Ivry (Starligue).

## Tableau final
Il n'y a pas de tirage intégral par tableau, un tirage au sort est effectué pour chaque tour de qualification.
|  | Huitièmes de finale           | Huitièmes de finale     |                             |    | Quarts de finale | Quarts de finale |  |  | Demi-finales  | Demi-finales  |  |  | Finale                         | Finale                         |
|  | Huitièmes de finale           | Huitièmes de finale     |                             |    | Quarts de finale | Quarts de finale |  |  | Demi-finales  | Demi-finales  |  |  | Finale                         | Finale                         |
|  |                               |                         |                             |    |                  |                  |  |  |               |               |  |  |                                |                                |
|  | 22 février 2017 à 20h30       | 22 février 2017 à 20h30 |                             |    | 19 mars 2017     | 19 mars 2017     |  |  | 16 avril 2017 | 16 avril 2017 |  |  | 27 mai 2017, AccorHotels Arena | 27 mai 2017, AccorHotels Arena |
|  | 22 février 2017 à 20h30       | 22 février 2017 à 20h30 |                             |    | 19 mars 2017     | 19 mars 2017     |  |  | 16 avril 2017 | 16 avril 2017 |  |  | 27 mai 2017, AccorHotels Arena | 27 mai 2017, AccorHotels Arena |
|  | Paris Saint-Germain           | 28                      |                             |    | 19 mars 2017     | 19 mars 2017     |  |  | 16 avril 2017 | 16 avril 2017 |  |  | 27 mai 2017, AccorHotels Arena | 27 mai 2017, AccorHotels Arena |
|  | Paris Saint-Germain           | 28                      |                             |    | 19 mars 2017     | 19 mars 2017     |  |  | 16 avril 2017 | 16 avril 2017 |  |  | 27 mai 2017, AccorHotels Arena | 27 mai 2017, AccorHotels Arena |
|  | Montpellier Handball          | 34                      |                             |    | 19 mars 2017     | 19 mars 2017     |  |  | 16 avril 2017 | 16 avril 2017 |  |  | 27 mai 2017, AccorHotels Arena | 27 mai 2017, AccorHotels Arena |
|  | Montpellier Handball          | 34                      | Montpellier Handball        | 32 |                  |                  |  |  | 16 avril 2017 | 16 avril 2017 |  |  | 27 mai 2017, AccorHotels Arena | 27 mai 2017, AccorHotels Arena |
|  | 24 février 2017 à 20h30       |                         | Montpellier Handball        | 32 |                  |                  |  |  | 16 avril 2017 | 16 avril 2017 |  |  | 27 mai 2017, AccorHotels Arena | 27 mai 2017, AccorHotels Arena |
|  | Pays d'Aix UCH                | 27                      |                             |    |                  |                  |  |  | 16 avril 2017 | 16 avril 2017 |  |  | 27 mai 2017, AccorHotels Arena | 27 mai 2017, AccorHotels Arena |
|  | Pays d'Aix UCH                | 27                      | Billère Handball (D2)       | 31 |                  |                  |  |  | 16 avril 2017 | 16 avril 2017 |  |  | 27 mai 2017, AccorHotels Arena | 27 mai 2017, AccorHotels Arena |
|  | 19 mars 2017                  |                         | Billère Handball (D2)       | 31 |                  |                  |  |  | 16 avril 2017 | 16 avril 2017 |  |  | 27 mai 2017, AccorHotels Arena | 27 mai 2017, AccorHotels Arena |
|  | Pays d'Aix UCH                | 32                      |                             |    |                  |                  |  |  | 16 avril 2017 | 16 avril 2017 |  |  | 27 mai 2017, AccorHotels Arena | 27 mai 2017, AccorHotels Arena |
|  | Pays d'Aix UCH                | 32                      | Montpellier Handball        | 28 |                  |                  |  |  |               |               |  |  | 27 mai 2017, AccorHotels Arena | 27 mai 2017, AccorHotels Arena |
|  | 24 février 2017 à 20h00       |                         | Montpellier Handball        | 28 |                  |                  |  |  |               |               |  |  | 27 mai 2017, AccorHotels Arena | 27 mai 2017, AccorHotels Arena |
|  | Dunkerque HGL                 | 20                      |                             |    |                  |                  |  |  |               |               |  |  | 27 mai 2017, AccorHotels Arena | 27 mai 2017, AccorHotels Arena |
|  | Dunkerque HGL                 | 20                      | Cesson Rennes MHB           | 26 |                  |                  |  |  |               |               |  |  | 27 mai 2017, AccorHotels Arena | 27 mai 2017, AccorHotels Arena |
|  | 16 avril 2017                 |                         | Cesson Rennes MHB           | 26 |                  |                  |  |  |               |               |  |  | 27 mai 2017, AccorHotels Arena | 27 mai 2017, AccorHotels Arena |
|  | Fenix Toulouse Handball       | 27                      |                             |    |                  |                  |  |  |               |               |  |  | 27 mai 2017, AccorHotels Arena | 27 mai 2017, AccorHotels Arena |
|  | Fenix Toulouse Handball       | 27                      | Fenix Toulouse Handball     | 28 |                  |                  |  |  |               |               |  |  | 27 mai 2017, AccorHotels Arena | 27 mai 2017, AccorHotels Arena |
|  | 25 février 2017 à 20h30       |                         | Fenix Toulouse Handball     | 28 |                  |                  |  |  |               |               |  |  | 27 mai 2017, AccorHotels Arena | 27 mai 2017, AccorHotels Arena |
|  | Dunkerque HGL                 | 29                      |                             |    |                  |                  |  |  |               |               |  |  | 27 mai 2017, AccorHotels Arena | 27 mai 2017, AccorHotels Arena |
|  | Dunkerque HGL                 | 29                      | Saint-Marcel Vernon (N1)    | 21 |                  |                  |  |  |               |               |  |  | 27 mai 2017, AccorHotels Arena | 27 mai 2017, AccorHotels Arena |
|  | 18 mars 2017                  |                         | Saint-Marcel Vernon (N1)    | 21 |                  |                  |  |  |               |               |  |  | 27 mai 2017, AccorHotels Arena | 27 mai 2017, AccorHotels Arena |
|  | Dunkerque HGL                 | 24                      |                             |    |                  |                  |  |  |               |               |  |  | 27 mai 2017, AccorHotels Arena | 27 mai 2017, AccorHotels Arena |
|  | Dunkerque HGL                 | 24                      | Montpellier Handball        | 32 |                  |                  |  |  |               |               |  |  |                                |                                |
|  | 24 février 2017 à 20h30       |                         | Montpellier Handball        | 32 |                  |                  |  |  |               |               |  |  |                                |                                |
|  |                               | HBC Nantes              | 37                          |    |                  |                  |  |  |               |               |  |  |                                |                                |
|  | Dijon Bourgogne Handball (D2) | HBC Nantes              | 37                          | 29 |                  |                  |  |  |               |               |  |  |                                |                                |
|  | Dijon Bourgogne Handball (D2) |                         |                             | 29 |                  |                  |  |  |               |               |  |  |                                |                                |
|  | HBC Nantes                    | 33                      |                             |    |                  |                  |  |  |               |               |  |  |                                |                                |
|  | HBC Nantes                    | 33                      | HBC Nantes                  | 39 |                  |                  |  |  |               |               |  |  |                                |                                |
|  | 25 février 2017 à 20h30       |                         | HBC Nantes                  | 39 |                  |                  |  |  |               |               |  |  |                                |                                |
|  | US Créteil                    | 29                      |                             |    |                  |                  |  |  |               |               |  |  |                                |                                |
|  | US Créteil                    | 29                      | Massy Essonne Handball (D2) | 24 |                  |                  |  |  |               |               |  |  |                                |                                |
|  | 18 mars 2017                  |                         | Massy Essonne Handball (D2) | 24 |                  |                  |  |  |               |               |  |  |                                |                                |
|  | US Créteil                    | 31                      |                             |    |                  |                  |  |  |               |               |  |  |                                |                                |
|  | US Créteil                    | 31                      | HBC Nantes                  | 28 |                  |                  |  |  |               |               |  |  |                                |                                |
|  | 26 février 2017 à 18h00       |                         | HBC Nantes                  | 28 |                  |                  |  |  |               |               |  |  |                                |                                |
|  | Chambéry SMHB                 | 23                      |                             |    |                  |                  |  |  |               |               |  |  |                                |                                |
|  | Chambéry SMHB                 | 23                      | Saint-Raphaël VHB           | 31 |                  |                  |  |  |               |               |  |  |                                |                                |
|  |                               |                         | Saint-Raphaël VHB           | 31 |                  |                  |  |  |               |               |  |  |                                |                                |
|  | USAM Nîmes Gard               | 25                      |                             |    |                  |                  |  |  |               |               |  |  |                                |                                |
|  | USAM Nîmes Gard               | 25                      | Saint-Raphaël VHB           | 24 |                  |                  |  |  |               |               |  |  |                                |                                |
|  | 26 février 2017 à 16h00       |                         | Saint-Raphaël VHB           | 24 |                  |                  |  |  |               |               |  |  |                                |                                |
|  | Chambéry SMHB                 | 31                      |                             |    |                  |                  |  |  |               |               |  |  |                                |                                |
|  | Chambéry SMHB                 | 31                      | Chambéry SMHB               | 29 |                  |                  |  |  |               |               |  |  |                                |                                |
|  |                               |                         | Chambéry SMHB               | 29 |                  |                  |  |  |               |               |  |  |                                |                                |
|  | Sélestat Alsace Handball      | 20                      |                             |    |                  |                  |  |  |               |               |  |  |                                |                                |

### Demi-finales
| 16 avril 2017 16h00 | Montpellier Handball | 28 - 20       | Dunkerque Handball Grand Littoral | Palais des sports René-Bougnol, Montpellier Arbitrage : Saïd Bounouara, Khalid Sami |
| 16 avril 2017 16h00 | Jure Dolenec 7       | (16 - 9)      | Afgour, Butto, Pelayo 4           | Palais des sports René-Bougnol, Montpellier Arbitrage : Saïd Bounouara, Khalid Sami |
| 16 avril 2017 16h00 | ×3                   | [PDF] Rapport | ×3 ×2                             | Palais des sports René-Bougnol, Montpellier Arbitrage : Saïd Bounouara, Khalid Sami |

Statistiques
- Montpellier Handball
  - Gardiens de buts : Vincent Gérard, Samir Belahcene (0 arrêt / 1 tir dont 0/1 pén), Nikola Portner (12 arrêts / 27 tirs dont 1/3 pén)
  - Buteurs : Arthur Anquetil, Diego Simonet (1/1), Jonas Truchanovičius (1/1), Aymen Toumi (4/5), Mathieu Grébille (1/4), Jure Dolenec (7/10 dont 4/4 pén), Michaël Guigou (0/1), Miha Žvižej (1/1), Baptiste Bonnefond (3/7), Jean-Loup Faustin (2/3), Ludovic Fabregas (5/6), Valentin Porte (1/3), Arnaud Bingo (2/2)
  - Exclusions : Bonnefond, Fabregas, Truchanovicius
- Dunkerque Handball Grand Littoral
  - Gardiens de buts : Alexandre Demaille (0 arrêt / 1 tir dont 0/1 pén), William Annotel (9 arrêts / 33 tirs dont 0/3 pén)
  - Buteurs : Florian Billant (1/2), Benjamin Afgour (4/5), Bastien Lamon (0/1), Kornél Nagy (1/5), Marko Mamić (1/4), Pierre Soudry, Julian Emonet (1/4), Mickaël Grocaut, Žarko Pejović (0/1), Tom Pelayo (4/6), Guillaume Joli (2/3 dont 0/1 pén), Nicolas Nieto (2/2), Baptiste Butto (4/4 dont 3/3 pén)
  - Exclusions : Grocaut, Nagy

| 16 avril 2017 18h00 | HBC Nantes         | 28 - 23       | Chambéry Savoie Mont-Blanc Handball | Salle de la Trocardière, Nantes Arbitrage : Olivier Buy, Sébastien Duclos |
| 16 avril 2017 18h00 | Eduardo Gurbindo 9 | (15 - 12)     | Edin Bašić 5                        | Salle de la Trocardière, Nantes Arbitrage : Olivier Buy, Sébastien Duclos |
| 16 avril 2017 18h00 | ×4                 | [PDF] Rapport | ×3 ×1                               | Salle de la Trocardière, Nantes Arbitrage : Olivier Buy, Sébastien Duclos |

Statistiques
- HBC Nantes
  - Gardiens de buts : Cyril Dumoulin (0/1 dt 0/1 à 7m) ; Arnaud Siffert (15/37 dt 1/5 à 7m)
  - Buteurs : Rock Feliho () ; Romain Lagarde (3/5) ; Mahmoud Gharbi ; Olivier Nyokas (2/5) ; Nicolas Claire (2/6) ; Dominik Klein (0/1) ; Senjamin Burić (1/1) ; Nicolas Tournat (3/3) ; Théo Derot (2/8) ; Jerko Matulić (1/2) ; Florian Delecroix (1/1) ; Eduardo Gurbindo (9/10 dont 2/2 à 7m) ; David Balaguer (4/6) ; Dragan Pechmalbec.
  - Exclusions : Feliho (18e), Buric (30e), Claire (34e), Balaguer (40e)
- Chambéry Savoie Mont-Blanc Handball
  - Gardiens de buts : Yann Genty (5/20) ; Julien Meyer (8/20)
  - Buteurs : Edin Bašić ( – 5/6 dont 4/5 à 7m)  ; Alexandre Tritta ; Baptiste Malfondet ; Fabien Chazallet ; Marko Panić (3/6) ; Rémi Feutrier (3/3) ; Romain Briffe (1/3) ; Johannes Marescot (3/7) ; Melvyn Richardson (3/10) ; Pierre Paturel (2/3) ; Grégoire Detrez ; Quentin Minel (2/6) ; Fahrudin Melić (1/3) ; Damir Bičanić (0/1)
  - Exclusions : Minel (35e)

### Finale
| 27 mai 2017 19h00 | Montpellier Handball | 32 - 37       | HBC Nantes                        | AccorHotels Arena, Paris 12e Affluence : 10 000 Arbitrage : Charlotte et Julie Bonaventura |
| 27 mai 2017 19h00 | Baptiste Bonnefond 5 | (18 - 19)     | Nicolas Claire, Nicolas Tournat 7 | AccorHotels Arena, Paris 12e Affluence : 10 000 Arbitrage : Charlotte et Julie Bonaventura |
| 27 mai 2017 19h00 | ×2 ×3 ×1             | FFHB Handzone | ×3                                | AccorHotels Arena, Paris 12e Affluence : 10 000 Arbitrage : Charlotte et Julie Bonaventura |

| Composition:                 |                      |     |      |                                                                    |  |
| 12                           | Samir Bellahcene     | GB  | 1/12 | -                                                                  |  |
| 16                           | Nikola Portner       | GB  | 3/29 | -                                                                  |  |
| 3                            | Arthur Anquetil      | ALG | /    |                                                                    |  |
| 4                            | Diego Simonet        | DC  | 4/5  |                                                                    |  |
| 6                            | Théophile Caussé     | ALD | 4/4  |                                                                    |  |
| 7                            | Jonas Truchanovičius | ARG | 1/2  |                                                                    |  |
| 9                            | Aymen Toumi          | ALD | 4/7  |                                                                    |  |
| 11                           | Jure Dolenec         | ARD | 3/4  |                                                                    |  |
| 19                           | Kyllian Villeminot   | DC  | /    |                                                                    |  |
| 20                           | Julien Bos           | ALG | /    |                                                                    |  |
| 22                           | Miha Žvižej          | P   | 1/1  | Carton jaune · Suspension                                          |  |
| 24                           | Baptiste Bonnefond   | ARG | 5/7  | Carton jaune                                                       |  |
| 25                           | Jean-Loup Faustin    | DC  | /    |                                                                    |  |
| 27                           | Ludovic Fabregas     | P   | 3/4  | Carton jaune · Suspension · Suspension · Suspension · Carton rouge |  |
| 28                           | Valentin Porte       | ARD | 3/4  |                                                                    |  |
| 29                           | Arnaud Bingo         | ALG | 4/7  |                                                                    |  |
| Entraîneur : Patrice Canayer |                      |     |      |                                                                    |  |
|                              |                      |     |      |                                                                    |  |

| 32/45 | Buts marqués   | 37/45 |
| 71%   | % réussite     | 82%   |
| 1     | Jets de 7m     | 0     |
| 6 min | Suspensions    | 6 min |
| 2     | Cartons jaunes | 3     |
| 1     | Cartons rouges | 0     |

| Composition:              |                   |     |      |              |  |
| 1                         | Cyril Dumoulin    | GB  | 3/19 | -            |  |
| 16                        | Arnaud Siffert    | GB  | 8/24 | -            |  |
| 6                         | Olivier Nyokas    | ARG | 6/7  |              |  |
| 7                         | Nicolas Claire    | DC  | 7/9  | Suspension   |  |
| 8                         | O'Brian Nyateu    | DC  | 3/3  | Suspension   |  |
| 9                         | Dominik Klein     | ALG | 2/4  |              |  |
| 10                        | Senjamin Burić    | P   | 1/1  |              |  |
| 11                        | Nicolas Tournat   | P   | 7/8  | Suspension   |  |
| 13                        | Rock Feliho       | DEF | /    | Carton jaune |  |
| 14                        | Théo Derot        | ARG | 1/2  |              |  |
| 17                        | Florian Delecroix | ARD | /1   |              |  |
| 18                        | Eduardo Gurbindo  | ARD | 4/4  | Carton jaune |  |
| 19                        | David Balaguer    | ALD | 6/6  |              |  |
| 20                        | Lucien Auffret    | ALD | /    |              |  |
| 22                        | Dragan Pechmalbec | P   | /    |              |  |
| Entraîneur : Thierry Anti |                   |     |      |              |  |
|                           |                   |     |      |              |  |

| Composition:                 |                      |     |      |                                                                    |  |
| 12                           | Samir Bellahcene     | GB  | 1/12 | -                                                                  |  |
| 16                           | Nikola Portner       | GB  | 3/29 | -                                                                  |  |
| 3                            | Arthur Anquetil      | ALG | /    |                                                                    |  |
| 4                            | Diego Simonet        | DC  | 4/5  |                                                                    |  |
| 6                            | Théophile Caussé     | ALD | 4/4  |                                                                    |  |
| 7                            | Jonas Truchanovičius | ARG | 1/2  |                                                                    |  |
| 9                            | Aymen Toumi          | ALD | 4/7  |                                                                    |  |
| 11                           | Jure Dolenec         | ARD | 3/4  |                                                                    |  |
| 19                           | Kyllian Villeminot   | DC  | /    |                                                                    |  |
| 20                           | Julien Bos           | ALG | /    |                                                                    |  |
| 22                           | Miha Žvižej          | P   | 1/1  | Carton jaune · Suspension                                          |  |
| 24                           | Baptiste Bonnefond   | ARG | 5/7  | Carton jaune                                                       |  |
| 25                           | Jean-Loup Faustin    | DC  | /    |                                                                    |  |
| 27                           | Ludovic Fabregas     | P   | 3/4  | Carton jaune · Suspension · Suspension · Suspension · Carton rouge |  |
| 28                           | Valentin Porte       | ARD | 3/4  |                                                                    |  |
| 29                           | Arnaud Bingo         | ALG | 4/7  |                                                                    |  |
| Entraîneur : Patrice Canayer |                      |     |      |                                                                    |  |
|                              |                      |     |      |                                                                    |  |

| 32/45 | Buts marqués   | 37/45 |
| 71%   | % réussite     | 82%   |
| 1     | Jets de 7m     | 0     |
| 6 min | Suspensions    | 6 min |
| 2     | Cartons jaunes | 3     |
| 1     | Cartons rouges | 0     |

| Composition:              |                   |     |      |              |  |
| 1                         | Cyril Dumoulin    | GB  | 3/19 | -            |  |
| 16                        | Arnaud Siffert    | GB  | 8/24 | -            |  |
| 6                         | Olivier Nyokas    | ARG | 6/7  |              |  |
| 7                         | Nicolas Claire    | DC  | 7/9  | Suspension   |  |
| 8                         | O'Brian Nyateu    | DC  | 3/3  | Suspension   |  |
| 9                         | Dominik Klein     | ALG | 2/4  |              |  |
| 10                        | Senjamin Burić    | P   | 1/1  |              |  |
| 11                        | Nicolas Tournat   | P   | 7/8  | Suspension   |  |
| 13                        | Rock Feliho       | DEF | /    | Carton jaune |  |
| 14                        | Théo Derot        | ARG | 1/2  |              |  |
| 17                        | Florian Delecroix | ARD | /1   |              |  |
| 18                        | Eduardo Gurbindo  | ARD | 4/4  | Carton jaune |  |
| 19                        | David Balaguer    | ALD | 6/6  |              |  |
| 20                        | Lucien Auffret    | ALD | /    |              |  |
| 22                        | Dragan Pechmalbec | P   | /    |              |  |
| Entraîneur : Thierry Anti |                   |     |      |              |  |
|                           |                   |     |      |              |  |

| → Légende: ALD: Ailier droit, ALG: Ailier gauche, ARD: Arrière droit, ARG: Arrière gauche, DC: Demi-centre, GB: Gardien de but, P: Pivot |